# Les Chevaliers du clair de lune
Les Chevaliers du clair de lune est un roman de Pierre Ponson du Terrail qui met en scène les aventures de Rocambole. Il a été publié en feuilleton entre le 17 avril 1860 et le 20 juin 1862 dans le quotidien La Patrie sous le titre : Les Drames de Paris IIe série – Les Chevaliers du clair de lune. 
Il paraît en format relié aux éditions L. de Potter en 1862 comme le cinquième volume de la série des Drames de Paris.

## Intrigue
Rocambole, gracié et repenti, joint ses forces à l'organisation des Chevaliers du clair de lune afin de protéger et venger la mystérieuse Domino, spoliée de son héritage après l'assassinat de ses parents.

## Un récit renié par l’auteur
Dans le roman Les Chevaliers du clair de lune, Ponson du Terrail introduit une mutation fondamentale pour la suite de ses aventures : Rocambole sort de prison totalement repenti et met à profit son art du déguisement pour jouer les justiciers.
Cependant, si ce changement de comportement est conservé dans la suite de ses aventures, l'auteur renie néanmoins l’intrigue de son récit. En effet, à la fin du volume précédent, Exploits de Rocambole, Rocambole est envoyé au bagne de Cadix après avoir eu le visage défiguré par le vitriol. Se déroulant de nombreuses années plus tard, Les Chevaliers du clair de lune dépeignent un Rocambole âgé, toujours défiguré et boiteux. En l'absence du succès escompté, Ponson du Terrail ignore le cycle des Chevaliers du clair de lune et écrit le roman La Résurrection de Rocambole en 1865 en racontant la suite directe des Exploits de Rocambole mais en omettant le passage où il a été défiguré.
L'auteur se justifie quelques années plus tard sur ce retournement à la fin du Dernier mot de Rocambole dans une partie intitulée « La Vérité sur Rocambole » parue en 1867. Ponson du Terrail explique ainsi que Rocambole existe réellement et que ses premières aventures sont des comptes-rendus qu'il a mis ensuite en récit. Malheureusement, lorsque Rocambole a été empêché de lui envoyer les comptes-rendus de ses agissements, Ponson du Terrail a dû broder pour contenter ses lecteurs et alimenter le feuilleton. Ce n'est qu’au moment où la communication a été rétablie que l'auteur a pu reprendre le fil de ses vraies aventures.

## Publications
Lors de sa parution en feuilleton, Les Chevaliers du clair de lune est composé de trois parties et d’un épilogue :
- - Le Manuscrit du Domino
  - La Dernière Incarnation de Rocambole
  - Le Testament de Grain de Sel
  - Le Château de Belle-Ombre

Du fait de son incohérence narrative avec les autres aventures de Rocambole, ce volume a été peu réédité. Ainsi, outre sa parution en format relié aux éditions L. de Potter en 1862, le récit n’est réédité qu’en 1877 chez Manginot-Hellitasse, puis en 1884 par J. Rouff.
Il faut ensuite attendre 1975 pour que le roman soit réédité chez Gérard et Cie dans collection « Marabout géant ».